# Santuário do Bom Jesus de Cambeses
O Santuário do Bom Jesus de Cambeses localiza-se na freguesia de Cambeses, no município de Barcelos, em Portugal.
O santuário é constituído por 7 capelas, com dezenas de estátuas em tamanho real, representando a Paixão de Cristo, anteriormente pertencentes às capelas do Bom Jesus de Braga. No alto do Calvário encontra-se a Capela do Bom Jesus, que se fez de esmolas em 1678.